# Латрониан
Латрониан е съратник на Присцилиян.
Свети Йероним го описва в творбата си „De viris illustribus“ така: „Латрониан, от провинцията Испания – мъж изключително ерудиран и чиято поезия е сравнима единствено с класиците на Античността, бе обезглавен в Трир заедно с Присцилиян, Фелицисим, Юлиян, Евкроция и други от същата партия. Разполагаме с негови гениални творби, написани в разнообразни стихосложения.“